# Olga Xirinacs Díaz
Olga Xirinacs Díaz (Tarragona, 11 maggio 1936) è una scrittrice e pianista spagnola in lingua catalana.

## Biografia
Autrice versatile, ha scritto poesie, romanzi, racconti e saggi sia in spagnolo che in catalano.
Collabora regolarmente a diversi giornali: La Vanguardia, Avui, Foc Nou. Ha insegnato corsi di narrazione alla Sala delle Arti e a l'Università Pompeu Fabra di Barcellona.
Molti dei suoi libri hanno vinto i premi più importanti della letteratura catalana: premi Sant Jordi, premi Sant Joan, Josep Pla, Ciutat de Palma, Ramon Llull e Carles Riba, tra gli altri. Nel 2006 ha pubblicato il suo primo romanzo in lingua spagnola, El hijo del tejedor.
Ha scritto più di trecento storie, 250 per gli adulti e altri per gli bambini. Fino al 1996, aveva pubblicato tre volumi.
È l'unica donna Mestra en Gai Saber dai Giochi Floreali di Barcellona dopo Mercè Rodoreda. Nel 1990 la Generalitat de Catalunya gli ha conferito la Creu de Sant Jordi.
C'è una scuola che porta il suo nome a Tarragona, Escola Olga Xirinacs.

## Prosa
- Música de cambra. Barcelona, 1982.
- Interior amb difunts. Barcelona, 1983.
- La mostela africana i altres contes. Barcelona, 1985.
- Al meu cap una llosa. Barcelona, 1985.
- Zona marítima. Barcelona, 1986.
- Relats de mort i altres matèries. Barcelona, 1988.
- Mar de fons. Barcelona, 1988.
- Tempesta d'hivern. Barcelona, 1990.
- Enterraments lleugers. Barcelona, 1991.
- Cerimònia privada. Barcelona, 1993.
- Josep Sala. Tarragona, 1993.
- Sense malícia. Barcelona, 1993
- Sucant el melindro. Barcelona, 1996.
- La Via Augusta. Vint pobles fan el Tarragonès. De Llevant a Ponent. Barcelona, 1997.
- Viatge d'aigua. Un passeig per la costa Daurada. Barcelona, 1999.
- La tarda a Venècia. Barcelona, 1999.
- L'home que mossegava les dones. Barcelona, 2000.
- Pavana per un tauró. Barcelona, 2001.
- No jugueu al cementiri. Barcelona, 2002.
- Els 7 pecats capitals. La peresa – eròtica-". Barcelona, 2002.
- Setmana de difunts. Barcelona, 2003.
- El viatge. Dietari 1986-1990. Barcelona, 2004.
- El hijo del tejedor. Editorial Meteora, Barcelona, 2006.
- Trens. Barcelona, 2006.
- El balcón de los suicidas. Barcelona, 2007.
- Los viajes de Horacio Andersen. Tarragona, 2008.
- El maestro de nubes. Badalona, 2008.
- L'agonia de Severià Vargas. Editorial Meteora, Barcelona, 2009.
- La inundació. Valls, 2012.

## Poesia
- Botons de tiges grises. Barcelona, 1977.
- Clau de blau (Tarraconis vrit amor). Tarragona, 1978.
- Llençol de noces. Barcelona 1979.
- Tramada. Col·lectiva amb el grup l'Espiadimonis. Tarragona, 1980.
- Preparo el te sota palmeres roges. Barcelona 1981.
- Versifonies. Col·lectiva amb el grup l'Espiadimonis, Tarragona, 1987.
- Llavis que dansen, Barcelona, 1987.
- La pluja sobre els palaus. Barcelona, 1990.
- La muralla. Barcelona, 1993.
- Mansardes. Col·lectiva amb el grup l'Espiadimonis, Tarragona, 1997.
- Grills de mandarina. Lleida 2004.
- El sol a les vinyes/El sol en los viñedos.Il vangelo, Pasolini in memoriam. Edició bilingüe. Barcelona, 2005.
- Eterna. Edició bilingüe. Barcelona, 2006.
- La casona del parque. Barcelona, 2007.
- Óssa major : poesia completa 1997-2007. Barcelona, 2009.
- La taronja a terra. Barcelona, 2009.
- Tú, des del mar. Badalona, 2011.
- Balneari del nord. Badalona, 2014.

## Letteratura per bambini e giovani
- Marina. Illustrazioni di Asun Balzola. Barcelona, 1986.
- Patates fregides. Illustrazioni di Carme Solé. Barcelona, 1994.
- Sóc un arbre. Illustrazioni di Asun Balzola. Barcelona, 1994.
- El far del capità. Illustrazioni di Carme Solé. Barcelona, 1994.
- Xocolata. Barcelona, 1994.
- El meu pare és capità. Illustrazioni di Gemma Sales. Barcelona, 1995.
- Final d'estiu. Barcelona, 1996.
- Wendy torna a volar. Barcelona, 1996.
- El vol de Dràcula. Illustrazioni di Francesc Infante. Barcelona, 1996.
- Mòmies. Barcelona, 1996.
- Triangles mortals o la sala dels difunts. Illustrazioni di Mercè Canals. Barcelona, 1998.
- Marina / Cavall de mar. Illustrazioni di Asun Balzola. Barcelona, 1998.
- La núvia adormida. Barcelona, 1998.
- La Vaca Xoriça. Illustrazioni di Laia Soler. Barcelona, 1998.
- Un cadàver per sopar. Barcelona, 2000.
- L'escrivent de làpides. Barcelona, 2002.
- Aprèn l'abecedari amb endivinalles/Aprende al abecedario con adivinanzas. Barcelona, 2007.

## Partecipazione in volumi collettivi
- Jo sóc aquell que em dic Gerard, Terres de l'Ebre, Editorial Petròpolis, 2010.
- Escriptores tarragonines, Tarragona, Editorial Arola, 2010.

## Opera tradotta

### In spagnolo
- Zona marítima. Novella. Barcelona, 1987.
- El faro del capitán. Madrid, 1994.
- Fin de verano. Madrid, 1996.
- El vuelo de drácula. Madrid, 1996.
- El árbol de mi patio. Barcelona, 1996.
- Marina y Caballito de mar. Madrid, 1998.
- La novia dormida. Traducció de l'autora. Barcelona, 1998.
- El escribiente de lápidas. Barcelona, 2002.
- Mi padre es capitán. Barcelona, 2003.
- Virginia no ha muerto. Lleida, 2014.

### In altre lingue
- Diverse storie tradotte in tedesco, basco, spagnolo e russo.
- Lips that dance (poesia) tradotte in inglese per Hillary J Gardner. Washington University.
- Poesie tradotte in francese in varie riviste in Francia e in Canada.
- Jardines sobre el mar, antologia bilingue di poesie. Tradotte in russo per Elena Zernova. Università di San Pietroburgo, 2003.

## Premi[4]
- 1976 - Flor natural als Jocs Florals de la Llengua Catalana de Lausana
- 1976 - Vila de Martorell de poesia per Feix de poemes per omplir un capvespre
- 1977 - Viola als Jocs Florals de la Llengua Catalana de Munic
- 1978 - Flor Natural als Jocs Florals de Barcelona
- 1980 - Premi Caravel·la per Preparo el te sota palmeres roges
- 1982 - Josep Pla per Interior amb difunts
- 1984 - Sant Jordi per Al meu cap una llosa
- 1986 - Premi Crítica Serra d'Or de novel·la per Al meu cap una llosa
- 1986 - Ramon Llull per Zona marítima
- 1987 - Carles Riba per Llavis que dansen
- 1987 - Crítica Serra d'Or de Literatura Infantil i Juvenil per Marina
- 1990 - Creu de Sant Jordi
- 1990 - Sant Joan per Enterraments lleugers
- 1994 - Ciutat de Palma per Sense malícia
- 2000 - Premi Ciutat de Badalona de Narrativa Juvenil Un cadàver per sopar
- 2002 - Premi Sèrie Negra de Novel·la per No jugueu al cementiri
- 2012 - Olga Xirinacs. Escriptora capital. Actes d'homenatge organitzats per la Biblioteca Pública de Tarragona
- 2014 - Homenatge de la URV i Diputació de Tarragona amb l'exposició Obra i figura de l'escriptora tarragonina Olga Xirinacs, en commemoració dels 30 anys del Premi sant Jordi.